# Lanuvio
Lanuvio là một đô thị ở tỉnh Roma trong vùng Latium thuộc Ý, có cự ly khoảng 30 km về phía đông nam của Roma, trên đồi Alban.
Lanuvio giáp các đô thị: Aprilia, Ariccia, Genzano di Roma, Velletri.
Trong thời cổ, Lanuvium là một đô thị quan trọng gần Rôma. Hoàng đế Antoninus Pius và Commodus sinh ra ở đây. Đô thị này suy tàn dưới thời trị vì của Theodosius I (cuối thế kỷ 4) và hầu như bị bỏ hoàng do việc đóng các thánh địa Pagan.
Trong đệ nhị thế chiến, đô thị này bị quân Đồng minh tấn công từ biển cũng như không kích khiến đô thị này gần như bị phá hủy.